# Motoneuron
A  motoneuron olyan idegsejt, amely az izmok mozgatásáért felelős. Sejtmagja a központi idegrendszerben van, hosszú nyúlványa, mely akár méteres is lehet, pedig valamely  vázizom  felületén nyugszik, annak ad, közvetít parancsokat. Ezek testünk leghosszabb sejtjei. Magyarul leginkább  a "mozgató idegsejt" név illik legjobban erre a sejtfélére. Legtöbbjüket az agy mozgatókérgi részeiben, vagy magjaiban találhatjuk, segítségükkel pedig lehetővé válnak az akaratlagos izommozgások,  leginkább a  gerincvelői átkapcsolódás  után. Ekkor a gerincvelő mellső (elülső) szarvából kilépő valamelyik vaskos, nagy  mozgatóideg  gyűjti össze az agyi motoneuronok parancsát végrehajtó gerincvelői  motoneuron hosszú nyúlványait, (az axonokat), melyek elektromos impulzusokat küldenek minden egyes vázizomsejt felületére. Ezen a ponton ismét ingerületátvitelre van szükség a neuron-izomsejt között, ez igen gyorsan (pár milliszekundum alatt) zajlik le. Döntően acetilkolin felszabadulás és bomlás ismétlődése jellemzi. Az acetilkolin tehát a mozgási szervrendszer legfontosabb ingerületátvivő anyaga, neurotranszmitter. Miután felszabadult az acetilkolin, annak újbóli feldúsulásáig az adott szinapszis ingerelhetetlen, néma, ez a refrakter periódus átlagosan 0,2 másodperc, amely idő alatt az izom már úgyis dolgozik, mire elernyed újból ingerelhető lesz. Az agyidegek (12 pár), melyek a gerincvelői kontrollt kihagyva közvetlen mélyednek a szervezetbe, az életfunkciók fenntartásáért felelős izmokat idegzik be, általában tartalmaznak mozgatórostokat. Némelyikük csak mozgatórostokból áll (III., IV., VI., XI., XII.),  a többi tartalmaz érző és vegetatív rostokat is, vagy egyenesen csak érző, vagy csak vegetatív. Az idegek elektromosan szigetelve és az immunrendszertől nagyrészt védve szállítják az ingerületet. Ez úgy lehetséges, hogy gliasejtek borítják őket, védik és táplálják is a sejtmagtól alaposan eltávolodott axonokat.  Több idegrendszeri betegség, pl. a sclerosis multiplex, a myasthenia gravis, az AML, az Alzheimer kór autoimmun eredetű, vagy degeneratív jellegű, ilyenkor saját immunrendszerünk támad az idegekre, károsítja azokat, vagy a szinapszisokban gátolja az acetilkolin felszabadulását.